# NASA Exoplanet Archive

Poster creato dalla NASA per il programma

Il NASA Exoplanet Archive (archivio NASA degli esopianeti) è un catalogo astronomico online di esopianeti (pianeti al di fuori del sistema solare) di cui raccoglie e fornisce dati pubblici per supportarne la ricerca e la caratterizzazione, loro e delle stelle che li ospitano. Fa parte dell Infrared Processing and Analysis Center e si trova nel campus del California Institute of Technology (Caltech) a Pasadena, in California. L'archivio è finanziato dalla NASA ed è stato lanciato all'inizio di dicembre 2011 dal NASA Exoplanet Science Institute come parte dellExoplanet Exploration Program della NASA. Al dicembre 2022, la raccolta dell'archivio di esopianeti confermati ha superato i 5.200.

## Dati contenuti nell'archivio
L'archivio contiene oggetti scoperti in base a tutti i metodi conosciuti (velocità radiale, transiti, microlensing, imaging, astrometria, variazioni temporali di eclissi e variazioni temporali di transito), con i parametri planetari e stellari pubblicamente disponibili. I pianeti sono ritenuti tali se hanno una massa non superiore a 30 masse gioviane, altrimenti l'oggetto viene considerato substellare, tipo una nana bruna.